# Члопа
Члопа (пол. Człopa, нем. Schloppe)  —  город  в Польше, входит в Западно-Поморское воеводство,  Валецкий повят.  Имеет статус городско-сельской гмины. Занимает площадь 6,33 км². Население — 2400 человек (на 2004 год).